# Хопи (язык)
Хопи — язык юто-ацтекской семьи, на котором разговаривают индейцы хопи (один из народов группы пуэбло), в настоящее время компактно проживающего в северо-восточной части американского штата Аризона. В настоящее время примерно три четверти представителей этого народа владеют хопи как родным языком, но бо́льшая часть из них двуязычна (также говорят на английском). Только 40 носителей хопи монолингвальны. Некоторые хопи владеют только английским языком.

## Языковые контакты и диалектное деление
Хопи входит в языковой союз пуэбло вместе с языками нескольких соседних племён. Помимо этого, исторически этот язык в течение некоторого времени находился в контакте с испанским, что связано с деятельностью католических миссионеров на территории нынешней Аризоны (в XVII веке).
Внутри языка хопи Бенджамин Уорф выделял четыре основных диалекта: полакка, торева, сипаулови и ораиби. В дальнейшей научной традиции их обычно называют так: первой месы, мишонгнови, шипаулови и третьей месы. Второй из них имеет наиболее архаичную грамматику и фонологическую систему.

## Фонология
Знак IPA в таблицах приводится для тех случаев, когда он не совпадает с орфографическим обозначением звука в письменности хопи.

### Гласные
|                | Передний ряд | Передний ряд | Непередний ряд | Непередний ряд |
| неогубленные   | огубленные   | неогубленные | огубленные     |                |
| -------------- | ------------ | ------------ | -------------- | -------------- |
| Верхний подъём | [i]          |              | u [ɨ]          |                |
| Средний подъём | e [ɛ]        | ö [ø]        |                | [o]            |
| Нижний подъём  |              |              | [a]            |                |

### Согласные
Количество согласных в разных диалектах хопи различается. Диалект мишонгнови имеет более сложную систему.
|                    |               | Губные      | Альвеолярные | Альвеолярные    | Постальве- олярные | Среднеязычные | Заднеязычные      | Заднеязычные | Заднеязычные | Заднеязычные | Глоттальные |
| палатали- зованные | нейтральные   | нейтральные | Альвеолярные | Альвеолярные    | Постальве- олярные | Среднеязычные | продвинутые назад |              |              |              | Глоттальные |
| палатали- зованные | чистые        | Губные      | аффрикаты    | лабиализованные | Постальве- олярные | Среднеязычные | продвинутые назад | чистые       |              |              | Глоттальные |
| ------------------ | ------------- | ----------- | ------------ | --------------- | ------------------ | ------------- | ----------------- | ------------ | ------------ | ------------ | ----------- |
| Смычные            | Смычные       | p           | t            | ts              |                    |               | ky [cj]           | kw [kʷ]      | k            | q [ḵ]        | ’ [ʔ]       |
| Фрикативные        | глухие        |             | s            | s               |                    |               |                   |              |              |              | h           |
| Фрикативные        | звонкие       | v [β]       |              |                 | r [ʐ]              |               |                   |              |              |              |             |
| Носовые            | Носовые       | m           | n            | n               |                    |               | ngy [ɲ]           | ngw [ŋʷ]     | ng [ŋ]       |              |             |
| Аппроксиманты      | Аппроксиманты |             | l            | l               |                    | y [j]         |                   | w            |              |              |             |

|                    |                | Губные      | Альвеолярные | Альвеолярные    | Постальве- олярные | Средне- язычные | Заднеязычные      | Заднеязычные | Заднеязычные | Заднеязычные | Глоттальные |
| палатали- зованные | нейтральные    | нейтральные | Альвеолярные | Альвеолярные    | Постальве- олярные | Средне- язычные | продвинутые назад |              |              |              | Глоттальные |
| палатали- зованные | чистые         | Губные      | аффрикаты    | лабиализованные | Постальве- олярные | Средне- язычные | продвинутые назад | чистые       |              |              | Глоттальные |
| ------------------ | -------------- | ----------- | ------------ | --------------- | ------------------ | --------------- | ----------------- | ------------ | ------------ | ------------ | ----------- |
| Смычные            | чистые         | p           | t            | ts              |                    |                 | kʸ                | kʷ           | k            | q            | ʔ           |
| Смычные            | придыхательные | ʰp          | ʰt           | ʰts             |                    |                 |                   | ʰkʷ          | ʰk           | ʰq           |             |
| Фрикативные        | глухие         |             | s            | s               |                    |                 |                   |              |              |              | h           |
| Фрикативные        | звонкие        | v           |              |                 | r                  |                 |                   |              |              |              |             |
| Носовые            | глухие         | m̥           | n̥            | n̥               |                    |                 |                   |              |              | ŋ̱̊            |             |
| Носовые            | звонкие        | m           | n            | n               |                    |                 | ɲ                 | ŋʷ           |              | ŋ̱            |             |
| Аппроксиманты      | глухие         |             | l̥            | l̥               |                    | ẙ               |                   | w̥            |              |              |             |
| Аппроксиманты      | звонкие        |             | l            | l               |                    | y               |                   | w            |              |              |             |

## Грамматика
Существительные и местоимения имеют два падежа и три числа (единственное, множественное, двойственное). Глаголы также изменяются по числам, зачастую при помощи частичной редупликации.
С точки зрения синтаксиса хопи принадлежит к языкам типа SOV.

## Прочее
Бенджамин Ли Уорф, один из авторов гипотезы о связи между языком и мышлением, использовал хопи в качестве иллюстрации этой связи. В одной из своих работ Уорф утверждал, что в языке хопи нет слов, выражений и грамматических конструкций для обозначения того, что мы называем временем. Эти данные подвергнуты сомнению в трудах последующих учёных.
Из языка хопи кинорежиссёр Годфри Реджио взял названия для фильмов своей знаменитой документальной трилогии: «Койяанискаци», «Поваккаци» и «Накойкаци».